# Stenichneumon crenatus
Stenichneumon crenatus är en stekelart som först beskrevs av Berthoumieu 1894.  Stenichneumon crenatus ingår i släktet Stenichneumon och familjen brokparasitsteklar. Inga underarter finns listade i Catalogue of Life.